# 에어 캐나다 루즈
에어 캐나다 루즈(영어: Air Canada Rouge)는 캐나다의 레저 항공사로 캘거리 국제공항, 몬트리올 트뤼도 국제공항, 토론토 피어슨 국제공항, 밴쿠버 국제공항이 허브 공항으로 2012년에 설립되어 장거리 항공편 위주로 운항하고 있으며 주로 아시아, 아메리카, 유럽에 취항하고 있다.

## 운항 노선
- 2016년 1월 기준으로 에어캐나다 루즈는 다음과 같은 노선을 운항하고 있다.[3]

## 보유 기종
- 2021년 12월 기준으로 에어 캐나다 루즈는 다음과 같은 기종을 보유하고 있다.[4][5]